# Warmtebehandeling

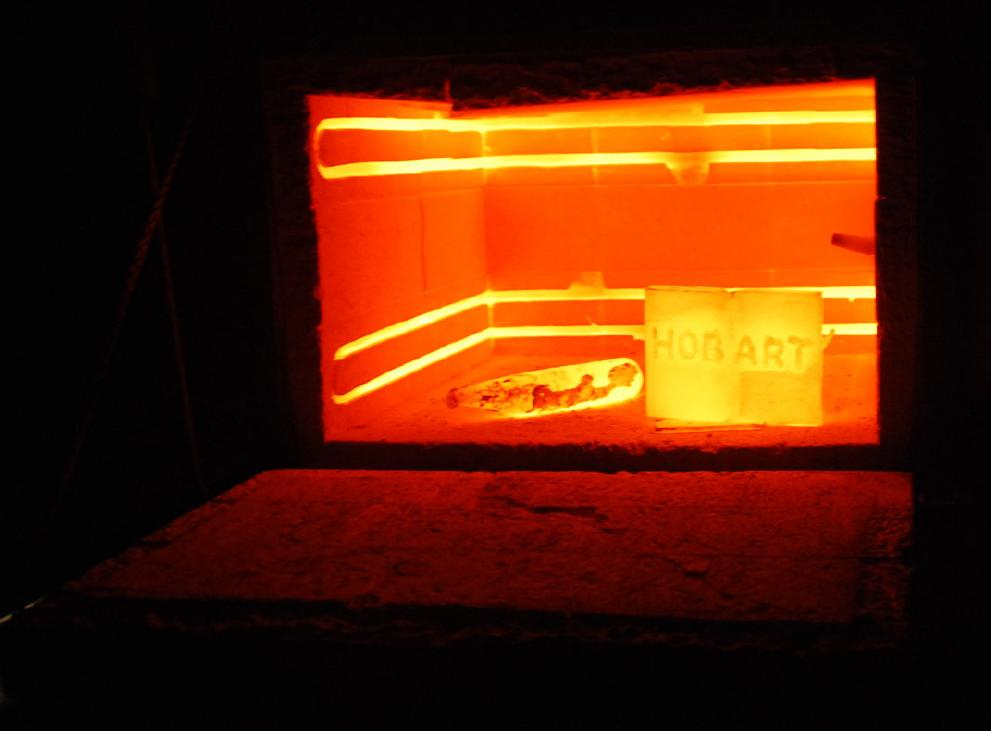
Oven voor warmtebehandeling

Een warmtebehandeling is een materiaalkundig proces dat de eigenschappen van een materiaal wijzigt. Afhankelijk van de gekozen temperatuur, gebruikte kracht tijdens het proces en de tijdsduur van de behandeling kan een materiaal bijvoorbeeld harder, zachter, sterker of taaier gemaakt worden. Enkele voorbeelden van warmtebehandelingen zijn patenteren, temperen, (waterstofarm) gloeien (ook wel ontlaten) en harden. Een materiaal kan ook een warmtebehandeling krijgen als bijverschijnsel, wanneer er door een ander proces warmte vrijkomt, zoals bij lassen, extruderen of walsen.
Warmtebehandelingen worden doorgaans geassocieerd met metaalbewerking, maar worden ook op polymeren en op keramiek toegepast. Denk bij keramiek bijvoorbeeld aan sinteren en aan de warmtebehandelingen die nodig zijn bij het glasblazen.

## Soorten
Voor de verschillende type materialen zijn verschillende warmtebehandelingen geschikt. Daarnaast hangt de keuze van het type warmtebehandeling ook af van het halffabricaat (het startmateriaal, oftewel de toestand voor de behandeling) en het gewenste eindproduct. Hieronder zijn de warmtebehandelingen gesorteerd op materiaalsoort. Waar nodig is vermeld als er meer eisen dan het materiaalsoort worden gesteld aan het halffabricaat.

### Metalen
Voor metalen zijn er de volgende warmtebehandelingen mogelijk:
- Afschrikken

- Gloeien of ontlaten
  - Waterstofarm gloeien
- Vol ontlaten
- Zachtgloeien
- Herstelgloeien
- Normaliseren
- Temperen
- Patenteren
- Harden
- Secundaire harding
- Veredelen
- Oppervlakteharding
  - Directe oppervlakteharding
  - Opkolen
  - Kist-opkolen
  - Ihrigizing
  - Nitreren (harden)
- Sinteren (poeder of korrels)

#### Voor stalen specifiek
- Ausforming
- Austempering
- Martempering

### Keramiek
- Sinteren (poeder of korrels)

### Glas
- Glasblazen
- Sinteren (poeder of korrels)

### Polymeren
- Sinteren (poeder of korrels)